# Žlutý čaj

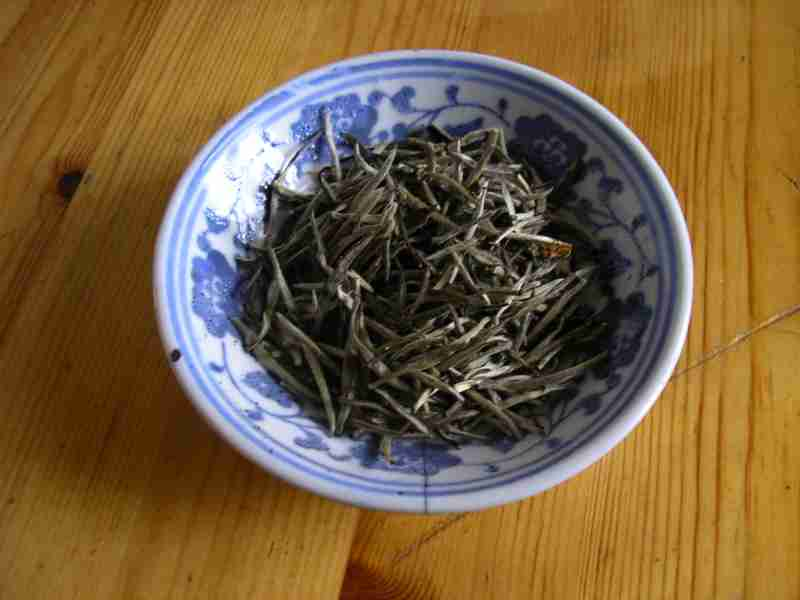
Junshan Yinzhen

Žlutý čaj (čínsky: 黃茶; huang cha) je buď čaj polooxidovaný, nebo nejvybranější sorta čaje každé provincie (daň císaři).

## Čínské žluté čaje

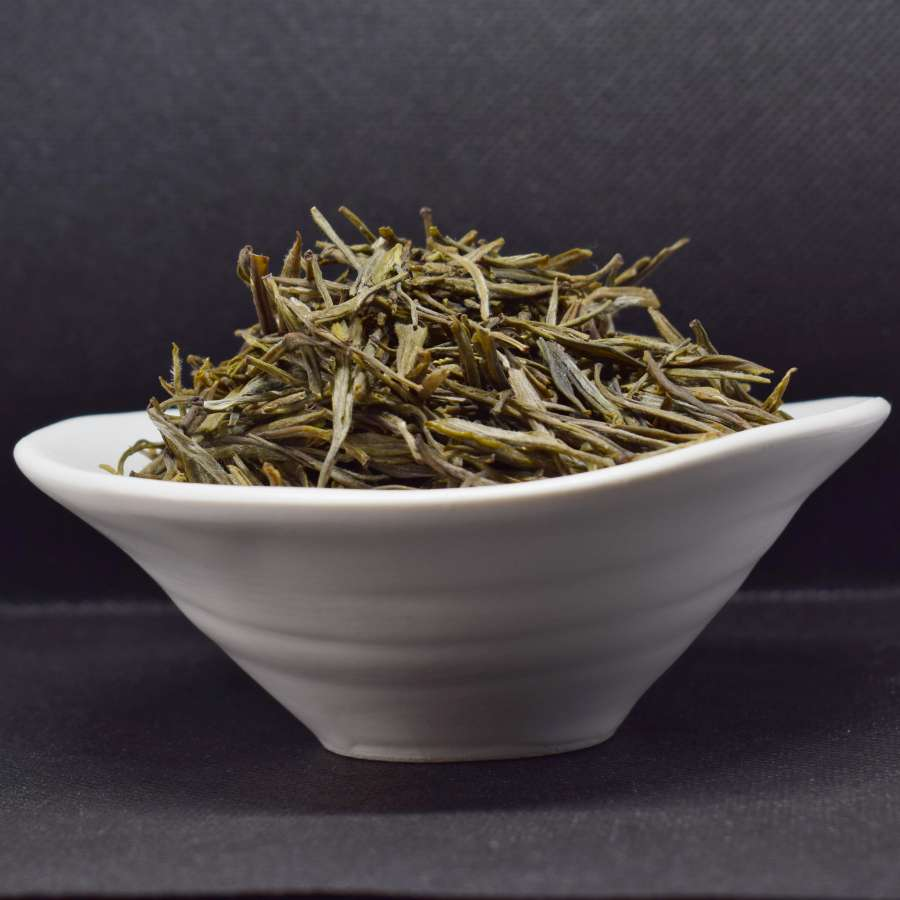
Žlutý čaj Huo Shan Huang Ya z provincie Anhui v Číně

Song Yang Yin Hou z Provincie Zhejiang, Čína. Packa stříbrné opice
Junshan Yinzhen (君山銀針)z Provincie Hunan, Čína. Stříbrné jehly .
Huo shan Huang yaz Hory Huo, Provincie Anhui, Čína. Žluté výhonky od hory Meng Ding
Meng Ding Huang Ya (蒙頂黃芽)z Hory Meng, Provincie Sichuan, Čína.
Da Ye Qingz Provincie Guangdong, Čína. Velkolistý zelený.
Huang Tangz Provincie Zhejiang, Čína. Žlutá polévka.